# Velež
Der Velež ist ein Gebirgszug im Süden von Bosnien und Herzegowina. Er befindet sich östlich des Neretva-Tales in der mittleren Herzegowina, unweit von Mostar und erstreckt sich über 15 Kilometer in südöstliche Richtung bis kurz vor Nevesinje. Die höchste Erhebung des Massivs ist der 1968 m hohe Botin.

## Geografie
Der Gebirgszug zählt zum Dinarischen Gebirge und liegt zwischen dem Neretva-Tal im Südwesten und dem Nevesinjsko polje im Osten. Während er nach Südwesten hin recht sanft abfällt, dominieren die steilen Felswände der Nordostseite das Panorama des Nevesinjsko polje sowie des nördlich anschließenden Hansko polje.
Der Velež ist ein Karstgebirge, in dem es kaum Wasser gibt. Jedoch befindet sich an seinem südlichen Fuß, nahe Blagaj, die Karstquelle der Buna, welche zu den stärksten Quellen Europas zählt.

## Geschichte
Auf dem nordwestlichen Gipfel Brasina befanden sich militärische Anlagen sowie ein Fernsehsendemast, die jedoch im Bosnienkrieg zerstört wurden. Bis heute sind westliche Teile des Gebirges vermint.

## Sonstiges
Der Fußballklub FK Velež Mostar hat sich nach dem Höhenzug benannt.